# 天囷增十三
波江座25，又名BD-00 593，HD 23413、SAO 130704、HR 1150，是波江座的一颗恒星，视星等为5.55，位于銀經187.48，銀緯-40.49，其B1900.0坐标为赤經3h 39m 49.6s，赤緯-0° -40.49′ 41″。